# 3-戊酮
3-戊酮（分子式：C
5H
10O）是简单的、对称二烷基酮，为一种无色液体，具有类似丙酮的气味。3-戊酮可溶于约25倍的水中，与有机溶剂混溶。 3-戊酮主要作为油漆和维生素E前体的溶剂 。两个相关且更重要的酮是2-戊酮和甲基异丙基酮。

## 合成

### 酮脱羧反应
在金属氧化物催化下，丙酸发生酮脱羧反应，得到3-戊酮：
2 CH3CH2COOH  →  (CH3CH2)2CO  +  CO2  +  H2O
在实验室里，反应可以在管式炉中进行。

### 羰基化反应
3-戊酮可以在八羰基二钴的催化下，通过乙烯、一氧化碳、氢气的结合制备，水也可以作为氢源。一种可能的中间体是乙烯-丙酰基配合物[CH3C(O)CO(Co)3(CH2=CH2)]，通过[CH3COCH2CH2Co(Co)3]发生迁移插入反应生成。所需的氢来自于水煤气变换反应。
如果水煤气变换反应不可行，反应需要一个包含交替的一氧化碳和乙烯单元的聚合物。这类脂肪族聚酮一般使用钯催化剂。

## 安全性
3-戊酮的阈值为200ppm（705mg/m3）。3-戊酮是危险的，如果3-戊酮接触皮肤或眼睛，会刺激皮肤，引起眼睛发红、流泪、瘙痒。如果摄入3-戊酮，也会引起神经系统或器官损伤。虽然3-戊酮被认为是稳定的，但如果暴露于火焰、火花或热源中，3-戊酮极易燃。为了安全起见，3-戊酮应该远离易燃材料、热源或火花，最好存储在阴凉、通风良好的区域。